# Крейсер-вертолётоносец
Крейсер-вертолётоносец — разновидность крейсеров, главным оружием которых являлись вертолёты. Использовались также названия «эскортный крейсер» и «противолодочный крейсер». Строились и проектировались в ряде стран в 1960—1970 годах. От прочих крейсеров, эсминцев и фрегатов отличались увеличенной численностью авиагруппы и её повышенным значением в вооружении корабля. Вместе с тем, отличались от вертолётоносцев наличием мощного вооружения других типов, таких, как зенитные и противокорабельные ракетные комплексы, а иногда и солидным артиллерийским вооружением, что не позволяло причислить этот класс к «чистым» вертолётоносцам.
Предназначались, главным образом, для противолодочной обороны, но могли также выполнять и иные функции. Получили ограниченное распространение. Появление боевых самолётов вертикального взлёта и посадки привело к желанию размещать их на относительно небольших носителях, что, в свою очередь, вызвало увеличение размеров вновь проектируемых крейсеров-вертолётоносцев и переходу новых кораблей в разряд лёгких авианосцев.

## Генезис крейсера-вертолётоносца
Концептуально крейсера-вертолётоносцы стали развитием идеи кораблей-гибридов, сочетающих в себе артиллерийское и авиационное вооружение, которая появилась ещё в годы Первой мировой войны. Первым таким кораблем стал британский «полуавианосец» «Фьюриес», перестроенный в 1917 году, ещё на стапеле, из явно неудачного лёгкого линейного крейсера. Корабль получил возможность нести боевые самолёты, стартовавшие с оборудованной в носу полётной палубы, однако сохранил в кормовой части башню с 457-мм орудием главного калибра. Хотя получившийся в результате корабль оказался неудачным и как артиллерийская платформа и как авианосец и был в дальнейшем перестроен в чистый авианосец, сама идея гибридного корабля, равноценно сильного в обеих ролях, получила большую популярность. В 1920—1930-х годах было разработано множество проектов линкоров-авианосцев и крейсеров-авианосцев. Однако на практике был фактически построен лишь шведский лёгкий крейсер-гидроавианосец «Готланд», ставший малоудачным кораблем. В известной степени гибридными кораблями могли быть также названы японские тяжёлые крейсера типа «Тоне», где артиллерия главного калибра была сосредоточена в носовой части, а кормовая отдавалась для операций гидросамолётов, которых крейсера могли нести до восьми единиц. Однако на типе «Тоне» авиация была всё-таки вспомогательной силой.
Интерес к крейсерам-гибридам проявился вновь в конце 1950-х годов. Он обуславливался двумя факторами. Во-первых, подводные силы переживали бурный расцвет. Появление на ПЛ ядерных реакторов в сочетании с принципиально новыми обводами корпуса, позволило субмаринам достичь подводных скоростей сопоставимых со скоростью противолодочных кораблей. Имея естественное преимущество в дальности гидроакустического обнаружения, ПЛ успевали уйти из опасной зоны, но даже в случае их обнаружения, преследовать подводные лодки надводным кораблям стало крайне затруднительно . Особое беспокойство вызывало оснащение ПЛ баллистическими ракетами с ядерными боеголовками, что делало их стратегической угрозой.
Во-вторых, в начале 1950-х годов появились первые вертолёты, действительно пригодные для боевых операций на море. Именно они стали считаться наиболее эффективным средством противолодочной борьбы. Хотя их скорость и радиус действиями были ограниченными, в сравнении с самолётами, способность к вертикальному взлёту и посадке позволяла размещать их на борту сравнительно небольших кораблей. Однако одного-двух вертолётов, базировавшихся на типичных эсминцах, фрегатах и БПК, было явно недостаточно для эффективного поиска подводных лодок, а действия тяжёлых вертолётов с маленьких корабельных площадок затруднительны. Напрашивалось решение размещать достаточно большие вертолётные группы на сравнительно крупных кораблях с полётными палубами. Если американский флот, имевший множество авианосцев, пошёл по пути преобразования части из них в противолодочные, то европейские страны и СССР такой возможности не имели. Необходимость в получении эффективных противолодочных единиц, способных также защитить себя, привело к созданию класса крейсеров-вертолётоносцев.

## Крейсера-вертолётоносцы Франции

### «Жанна д’Арк»
К проектированию будущего крейсера-вертолётоносца во Франции приступили в середине 1950-х годов. Первоначально речь шла об относительно простом и недорогом корабле, предназначенном для замены устаревшего и изношенного учебного крейсера «Жанна д’Арк». Однако в дальнейшем проект был радикально пересмотрен и преобразован в многоцелевой, обозначенный PH-57 и способный выполнять функции, как учебного корабля, так и противолодочного и десантного вертолётоносца. В 1957 году были выделены средства, а закладка крейсера, первоначально названного «Ла Резолю» (фр. La Resolue), состоялась в 1960 году. Корабль вступил в строй в июне 1964 года, а уже в июне 1964 года переименован в «Жанна д’Арк» (фр. Jeanne d’Arc), унаследовав имя списанного учебного крейсера. Таким образом, именно во Франции была впервые реализована концепция крейсера-вертолётоносца.
Конструктивно проект «Жанна д’Арк» основывался на корпусе крейсера ПВО «Кольбер» (фр. Colbert). В носовой части располагалась надстройка с постами управления и дымовая труба, корма была занята полётной палубой, под которой располагался авиационный ангар. Размеры полётной палубы обеспечивали одновременный взлёт двух вертолётов, ещё четыре могли находиться там же со сложенными лопастями. Ангар вмещал 8—10 вертолётов, причём он мог быть частично переоборудован под помещения для курсантов или подразделение морской пехоты. В корме располагался подъёмник для вертолётов.
Первоначально крейсер хотели оснастить мощным 305-мм реактивным бомбомётом производства шведской компании «Бофорс», затем решили заменить его на спаренную пусковую установку ЗРК средней дальности «Масурка», далее отказались и от этого, но планировали установить на корабле новейший для того времени ЗРК ближнего действия «Наваль Кроталь». Ни один из этих видов оружия так и не был установлен, но в 1975 году «Жанна д’Арк» получил шесть пусковых установок противокорабельного ракетного комплекса «Экзосет» MM-38. При вступлении в строй крейсер был вооружён четырьмя 100-мм универсальными артустановками Model 1953 . Они размещались побортно, по две в носовой и кормовой части корабля, обеспечивая огонь в любом направлении.

### Проект PH-75
В 1970 году, в связи с предстоящим списанием десантного вертолётоносца «Арроманш», французские ВМС приступили к разработке универсального вертолётоносного корабля, который должен был вести противолодочную борьбу, а в другой комплектации авиагруппы действовать в роли десантного корабля. Официально проект именовался крейсером-вертолётоносцем. Первоначально был разработан ряд вариантов крейсера с паротурбинной энергетической установкой, водоизмещением от 15 000 до 22 000 тонн. Предполагалось разместить на борту 7—8 тяжёлых вертолётов «Супер Фрелон» или 16—18 легких вертолётов «Линкс», а также от 450 до 600 морских пехотинцев.
Окончательный проект PH-75 был утвержден в 1975 году. Для обеспечения участия в дальних десантных операциях крейсер должен был быть оснащен ядерной энергетической установкой. Водоизмещение достигло 18 400 тонн, скорость 28 узлов. На корабле могло базироваться 10 противолодочных вертолётов «Супер Фрелон» или 15 транспортно-десантных вертолёта «Пума» или 25 многоцелевых вертолётов «Линкс». Обеспечивался одновременный взлёт восьми вертолётов, поскольку архитектура корабля носила явно выраженный авианосный характер, с обширной полетной палубой и островной надстройкой. PH-75 мог принять на борт от 1000 до 1500 морских пехотинцев и был также приспособлен для выполнения роли штабного корабля соединения.
Вооружение PH 75 предназначалось для самообороны от воздушного противника. Оно включало в себя две 100-миллиметровые универсальные установки Model 68 и две восьмиконтейнерные пусковые установки ЗРК «Кроталь». Крейсер предполагалось заложить в 1975 году, но финансовые проблемы вынудили отложить начало строительства. В дальнейшем были разработаны проекты PA 75, PA 78, PA 82 и PA 88. Смена аббревиатуры в названии было связано с изменением концепции корабля — вместо PH (фр. Porte-Helicoptires) он стал именоваться PA (фр. Porte-Aeronefs) и на нём предусматривалось базирование СВВП, то есть проект становился лёгким авианосцем. В итоге, французские моряки пришли к выводу о недостаточной эффективности кораблей такого класса и предпочли развивать проект полноценного авианосца с самолётами горизонтального взлёта и посадки — будущий «Шарль де Голль».

## Крейсера-вертолётоносцы Италии

### Тип «Андреа Дориа»
Проект новых итальянских крейсеров вырос из ракетных эсминцев типа «Импавидо», которые, в свою очередь, были аналогом американских ракетных эсминцев типа «Чарльз Ф. Адамс». В 1964 году итальянский флот ввёл в строй два «эскортных» крейсера типа «Андреа Дориа». Желая получить корабли, одинаково пригодные для решения задач ПВО и ПЛО, итальянские конструкторы сумели разместить на крейсерах не только одну спаренную ПУ ЗРК «Террьер», но и ангар, вмещавший 3 вертолёта «Си Кинг» или 4 меньших по размеру вертолёта AB-212. Практика показала, что использовать тяжёлые вертолёты «Си Кинг» с этих небольших кораблей достаточно затруднительно, поэтому авиагруппа была составлена из вертолётов AB-212, имевших весьма ограниченные боевые возможности и малый радиус действия.
Итальянские моряки пришли к выводу, что крейсера типа «Андреа Дориа» слишком малы для эффективного выполнения своих задач, а численность авиагруппы недостаточна и закладка третьего корабля проекта, получившего название «Энрико Дандоло», не состоялась. Оба корабля прошли модернизации с заменой электроники и ракет, «Кайо Дуилио» заканчивал службу в роли учебного корабля. Оба крейсера были списаны в 1991—1993 годах.

### «Витторио Венето»
Получив некоторый опыт эксплуатации крейсеров типа «Андреа Дориа», итальянские моряки пришли к выводу, что для надёжного обеспечения ПЛО количество вертолётов на борту корабля надо существенно увеличить, а также обеспечить лучшие условия для их обслуживания. Новый проект был подготовлен к 1965 году, а 1969 году крейсер «Витторио Венето» вступил в строй. Также как и его предшественники, он получил один ЗРК «Терьер», но с возможностью стрельбы ЗКР «Стандарт» и ПЛУР ASROC. Ближнюю оборону обеспечивали 8 76-миллиметровых установок M.M.I. Удлинение корпуса на 30 метров позволило увеличить состав авиагруппы — «Витторио Венето» мог нести до 6 вертолётов «Си Кинг» или 9 вертолётов AB-212. До ввода в строй лёгкого авианосца «Джузеппе Гарибальди» «Витторио Венето» был флагманом итальянского флота. В 1981—1984 годах крейсер прошёл модернизацию с установкой ПУ ПКР «Отомат» Mk2 и ЗАК «Дардо». «Витторио Венето» был исключён из состава флота в 2003 году.
Планировалось заложить в 1967 году второй крейсер этого типа под названием «Триест», но финансовые проблемы вынудили отложить строительство. В дальнейшем моряки сами отказались от планов его постройки. Накопив опыт, они пришли к мнению, что для выполнения поставленных задач необходимо иметь более крупные корабли, способные нести не только вертолёты, но и самолёты. Флот стал отдавать предпочтение более крупным кораблям авианосного типа и закладка была окончательно отменена.

## Крейсера-вертолётоносцы Великобритании

### Тип «Блейк»
В 1959—1961 годах британский флот получил три крейсера типа «Тайгер» (англ. Tiger), заложенных ещё в годы войны. В ходе достройки первоначально предполагалось оснастить их ракетными комплексами отечественной разработки, но создание последних затянулось, а покупать американские ЗРК правительство Великобритании не желало по соображениям престижа. В результате, «тайгеры» вступили в строй как последние в мире крейсера с чисто артиллерийским вооружением. Корабли оказались весьма совершенными, с современными радиоэлектронными средствами средствами, оснащенными мощной автоматической артиллерией калибров 152 и 76 мм. Однако, с учётом их исключительно артиллерийского вооружения, круг задач, которые они могли решать в 1960-х годах, был крайне узок и содержать для этого столь крупные корабли с многочисленным экипажем для Великобритании того времени представлялось накладным.
Избежать скорого вывода сравнительно новых крейсеров в резерв позволило переоборудование их в штабные корабли соединений флота, чему способствовали их солидные размеры. Одновременно командование Королевского флота заинтересовалось итальянским опытом строительства крейсеров-вертолётоносцев и решило преобразовать свои новые крейсера в этом же стиле, рассчитывая использовать их в качестве противолодочного эскорта для перспективных авианосцев. Размещение разработанных, наконец, британских ЗРК средней дальности было признано невозможным, но корабли получили вместительный ангар на корме и взлётно-посадочную площадку. Тем самым было обеспечено базирование противолодочных вертолётов «Уэссекс», а затем их сменили вертолёты «Си Кинг». Платой за эту возможность стало снятие кормовых башен главного и среднего калибра. Зато на крейсерах установили по две счетверённые ПУ ЗРК малой дальности «Си Кэт».
Работы начали с «Блейка», прошедшего перестройку в 1965-1969 годах, затем был модифицирован «Тайгер», в 1968—1972 годах. Получившаяся конструкция оценивалась как «довольно неуклюжая» и даже как «самый уродливый корабль из когда-либо плававших», но моряков, в целом, она устраивала. Однако, стоимость работ неудержимо росла, причём модернизация второго крейсера обошлась почти в 2,5 раза дороже первого. Это обстоятельство привело к отказу от модернизации третьего крейсера типа «Тайгер» — «Лайона». «Блейк» был списан в 1982 году, «Тайгер» в 1986 году.

### Проект CCH
К созданию специально построенного крейсера-вертолётоносца Королевский флот шёл с конца 1950-х годов, когда был впервые предложен проект эскортного противолодочного вертолётоносца, весьма напоминавший французский проект PH-57. Этот корабль водоизмещением 5940 тонн должен был развивать скорость 26 узлов и иметь типичную для крейсера-вертолётоносца архитектуру — в носовой части размещалось ракетное вооружение и надстройка, в кормовой имелась полётная палуба и подпалубный ангар на восемь вертолётов. Предполагалось вооружить его спаренной пусковой установкой ЗРК «Си Слаг» и двумя ПУ ЗРК «Си кэт».
В 1961 году был предложен проект с архитектурой, напоминавшей авианосную — сквозная полётная палуба с островной надстройкой. Крейсер должен был нести девять тяжёлых вертолётов «Си Кинг», а также спаренную ПУ ЗРК «Си Слаг» и спаренную 114-мм артустановку . Водоизмещение достигало 11 500 тонн, скорость должна была составить те же 26 узлов. Эти проекты рассматривались командованием флота как резервные, так как основные надежды в плане развития авианесущих кораблей связывались с намеченной постройкой двух авианосцев проекта CVA-01. После его отмены по финансовым причинам в конце 1966 года строительство новых авианесущих кораблей для британского флота не предполагалось.
Тем не менее, командование флота всё-таки рассчитывало получить новые авианесущие корабли, пусть и гораздо более скромные по размерам и с 1967 года начало продвигать проект штабного крейсера-вертолётоносца, с авиагруппой из шести вертолётов «Си Кинг». Корабль имел крейсерскую архитектуру с расположением надстройки в центре корабля, причём она включала и ангар. В носовой части размещалась ПУ новейшего ЗРК «Си Дарт», в кормовой — полётная палуба. Водоизмещение нового проекта достигало 12 500 тонн. Однако руководство флота имело в виду и использование разработанного в Великобритании боевого самолёта вертикального взлёта и посадки «Харриер» и в 1968 году выдвинуло идею о создании «штабного крейсера-вертолётоносца со сквозной палубой» (англ. Through-deck Command Cruiser), вооружённого девятью вертолётами, водоизмещением 17 500 тонн.
К 1970 году проект был завершен, причём его водоизмещение выросло до 19 500 тонн. Несмотря на противодействие министерства финансов Великобритании был выдан заказ на постройку трёх кораблей этого типа и в 1973 году был заложен головной крейсер-вертолётоносец «Инвинсибл». По политическим соображениям моряки именовали этот уже весьма крупный корабль крейсером, ввиду того, что в правительственных кругах крайне отрицательно относились к постройке авианосцев. Лишь в 1975 году было объявлено, что с его борта будут оперировать и самолёты ВВП. Только в 1980 году эта уклончивая политика была прекращена и тип «Инвинсибл» стал официально именоваться противолодочным авианосцем (англ. ASW Aircraft Carriers).

## Советские крейсера-вертолётоносцы

### Проект 1123
Первые предложения по строительству крейсеров-вертолётоносцев были выдвинуты в 1958 г. как попытки спасти от разделки почти готовые крейсера проекта 68-бис за счёт их перестройки в корабли ПЛО с противолодочным вооружением. Однако размеры крейсеров показались тогда командованию ВМФ чрезмерными и разработка проекта 1123 «Кондор» началась в 1960 г. с «чистого листа». Отмечалось, что новаторство достигало даже таких фундаментальных сторон конструкции, как общее расположение и деление на отсеки. Не имея подходящей классификации для подобных кораблей, западные источники относили их к чистым вертолетоносцам (CVH).
Корабль строился для определённой задачи: борьба со стратегическими ракетными лодками противника в восточном Средиземноморье. В то время дальность их баллистических ракет заставляла НАТО выдвигать районы их патрулирования далеко вперед.
Первый крейсер проекта, «Москва» вступил в строй в 1967 г. и оказался достаточно эффективным для целей ПЛО благодаря наличию 14 противолодочных вертолётов и мощной ГАС. Второй крейсер «Ленинград» вошёл в состав флота спустя два года. Всю свою службу корабли провели в составе Черноморского флота, действуя обычно в акватории Средиземного моря. Опыт использования показал, что корабль оказался не до конца уравновешенным: из-за перегруза в носовой части он плавал с некоторым дифферентом на нос, был склонен зарываться в волну, и в целом мореходность для подобного размера (около 17 000 т) оставляла желать лучшего. С другой стороны, большая остойчивая платформа создавала хорошие условия для эксплуатации вертолетов.
Первоначально предполагалось построить серию из 12 крейсеров данного типа, но резкий рост боевых возможностей атомных ракетных ПЛ, особенно в плане дальности стрельбы баллистическими ракетами вынудил ограничиться двумя кораблями. Для поиска ПЛ за пределами Средиземного моря проект был неэффективен. Строительство третьего крейсера проекта 1123 было отменено в 1968 г. ещё до закладки. Тем не менее, «Кондоры» сыграли важную роль в развитии отечественных авианесущих кораблей.

### Проект 1123.3
Опыт эксплуатации крейсеров проекта 1123 показал, что даже 14-ти вертолётов Ка-25 недостаточно для выполнения поставленных боевых задач. Кроме того, вызывали критику мореходные качества кораблей, уровень обитаемости экипажа. Для решения этих проблем Невским ПКБ был в 1966 году подготовлен предэскизный проект 1123М. Новый корабль должен был стать значительно длиннее, водоизмещение возрастало до 18 000 — 20 000 тонн, но при этом обеспечивалось базирование 21 вертолёта, а полётная палуба имела шесть взлётных позиций. Предложение вызвало интерес руководства ВМФ, однако водоизмещение показалось чрезмерным.
В результате, Невское ПКБ приступило в 1967 году к разработке проекта 1123.3. Новый крейсер-вертолётоносец, успевший получить название «Киев», должен был нести усиленное вооружение, иметь большую дальность плавания, улучшенную обитаемость. Длина корабля возрастала на 12 м, водоизмещение на 2000 тонн. Однако, при сохранении прежней конструктивной схемы, увеличить состав авиагруппы и увеличить число взлётно-посадочных площадок для вертолётов до семи оказалось невозможно. Поступило альтернативное предложение сделать полётную палубу угловой и разместить на ней взлётно-посадочные площадки в линию. Тем не менее, закладка «Киева» намечалась на февраль 1968 года на Черноморском судостроительном заводе. Хотя уже был изготовлен ряд днищевых конструкций, от строительства проекта 1123.3. в запланированном виде отказались.
Огромное впечатление на командование ВМФ СССР произвела демонстрация в полёте экспериментального СВВП Як-36, состоявшаяся в 1967 году. Возникло стремление разместить на новых кораблях усовершенствованную версию этого самолёта, поддержанное в ЦК КПСС. Невскому ПКБ было приказано переработать проект 1123.3 с учётом размещения на нём 20-22 летательных аппаратов, в том числе перспективных палубных штурмовиков ВВП Як-36М. Кроме того, требовалось вновь усилить зенитное вооружение, разместить на крейсере противокорабельный ракетный комплекс П-120, увеличить автономность, предусмотреть размещение, в случае необходимости, подразделений морской пехоты. Достаточно скоро стало ясно, что в рамках заданного водоизмещения — 15 000 тонн, решить все эти задачи не представляется возможным. 2 сентября 1968 года было принято решение о прекращении строительства корабля проекта 1123.3. и начале проектирования противолодочного крейсера проекта 1143.

## Крейсера-вертолётоносцы других стран
В конце 1970-х годов крейсером-вертолётоносцем несколько неожиданно обзавелись военно-морские силы Перу. Они выразили желание приобрести у Нидерландов два уже устаревших лёгких крейсера типа «Де Зевен Провинсен». Если с крейсером «Де Рейтер» никаких особых проблем не возникло, то «Де Зевен Провинсен» пришлось существенно перестроить. Этот корабль прошел в 1962—1964 годах модернизацию в ходе которой были сняты кормовые башни главного калибра и вместо них установлена спаренная ПУ американского ЗРК «Террьер». Однако при продаже крейсера Перу американская сторона потребовала демонтировать ЗРК. Поскольку восстановить башни главного калибра уже не представлялось возможным, было избрано паллиативное решение. На корме крейсера был смонтирован просторный ангар и оборудована ВПП. Тем самым было обеспечено базирование трех вертолётов «Си Кинг». Эти машины были способны нести ПКР «Экзосет», что дало повод считать именно их главным вооружением крейсера, вошедшего в 1976 году в состав перуанского флота под названием «Агирре».

## Общая оценка класса крейсеров-вертолётоносцев
Второе пришествие крейсеров-гибридов оказалось, в целом, вполне удачным. При этом крейсера-вертолётоносцы разных стран весьма значительно отличались друг от друга. Итальянские крейсера типа «Андреа Дориа» были, в сущности, увеличенными эсминцами с достаточно скромными боевыми возможностями. Созданный в их развитие «Витторио Венето» создавался как универсальный корабль. Ещё более универсальным был крейсер «Жанна д’Арк», использовавшийся в качествах противолодочного, десантного и учебного корабля. В противоположность этому подходу, советские крейсера проекта 1123 создавались как корабли ПЛО и обоснованно именовались противолодочными крейсерами. Британский проект «Блейк» стал вынужденным решением для спасения ценных, но дорогих в эксплуатации кораблей от быстрого списания. Несмотря на малое количество реально построенных кораблей этого класса, военные моряки были вполне удовлетворены их возможностями.
Намечалось и продолжение строительства кораблей этого класса. Однако в развитии крейсеров-вертолётоносцев вмешался прогресс авиационной техники. Появление самолётов вертикального взлёта и посадки вызвало желание разместить их на вновь построенных крейсерах. Последнее привело к заметному росту водоизмещения у вновь проектируемых единиц и они фактически перешли в разряд лёгких авианосцев, даже если продолжали формально числиться крейсерами. Развитие проекта «Витторио Венето» привело к появлению лёгкого авианосца «Джузеппе Гарибальди», проект штабного крейсера CCH вылился в серию лёгких авианосцев типа «Инвинсибл», проект 1123.3 превратился в авианесущие крейсера проекта 1143, а французский проект PH-75, претерпев серию изменений, прошел трансформацию от универсального крейсера-вертолётоносца к авианосцу с СВВП и далее реализовался как полноценный авианосец «Шарль де Голль».
| Сравнительные ТТХ крейсеров-вертолётоносцев | Сравнительные ТТХ крейсеров-вертолётоносцев | Сравнительные ТТХ крейсеров-вертолётоносцев | Сравнительные ТТХ крейсеров-вертолётоносцев | Сравнительные ТТХ крейсеров-вертолётоносцев | Сравнительные ТТХ крейсеров-вертолётоносцев |
| Основные элементы                           | «Жанна д’Арк»                               | «Блейк»                                     | «Андреа Дориа»                              | «Витторио Венето»                           | Проект 1123                                 |
| ------------------------------------------- | ------------------------------------------- | ------------------------------------------- | ------------------------------------------- | ------------------------------------------- | ------------------------------------------- |
| Водоизмещение, стандартное/полное, т        | 10 000/12 365                               | 9975/12 080                                 | 5000/6500                                   | 7500/8850                                   | 11 300/14 560                               |
| Энергетическая установка, л. с.             | 40 000                                      | 80 000                                      | 60 000                                      | 73 000                                      | 90 000                                      |
| Максимальная скорость, узлов                | 26,5                                        | 31,5                                        | 30                                          | 30,5                                        | 29                                          |
| Ракетное вооружение                         | ПКРК «Экзосет» — 6×1                        | ЗРК «Си Кэт» — 2×4                          | ЗРК «Террьер» — 1×2                         | ЗРК «Террьер»/ПЛРК ASROC — 1×2              | ЗРК «Шторм» — 2×2, ПЛРК «Вихрь-1» — 1×2     |
| Артиллерийское вооружение                   | 100-мм — 4×1                                | 152-мм — 1×2, 76-мм — 1×2                   | 76-мм — 8×1                                 | 76-мм — 8×1                                 | 57-мм — 2×2                                 |
| Торпедное вооружение                        | нет                                         | нет                                         | 324-мм ТА — 2×3                             | 324-мм ТА — 2×3                             | 533-мм ТА — 2×5                             |
| Авиационное вооружение                      | 4 — 8 вертолётов                            | 4 вертолёта                                 | 3 — 4 вертолёта                             | 6 — 9 вертолётов                            | 14 вертолётов                               |
| Экипаж, чел.                                | 627                                         | 880                                         | 485                                         | 550                                         | 541                                         |